# Gebrazhofen

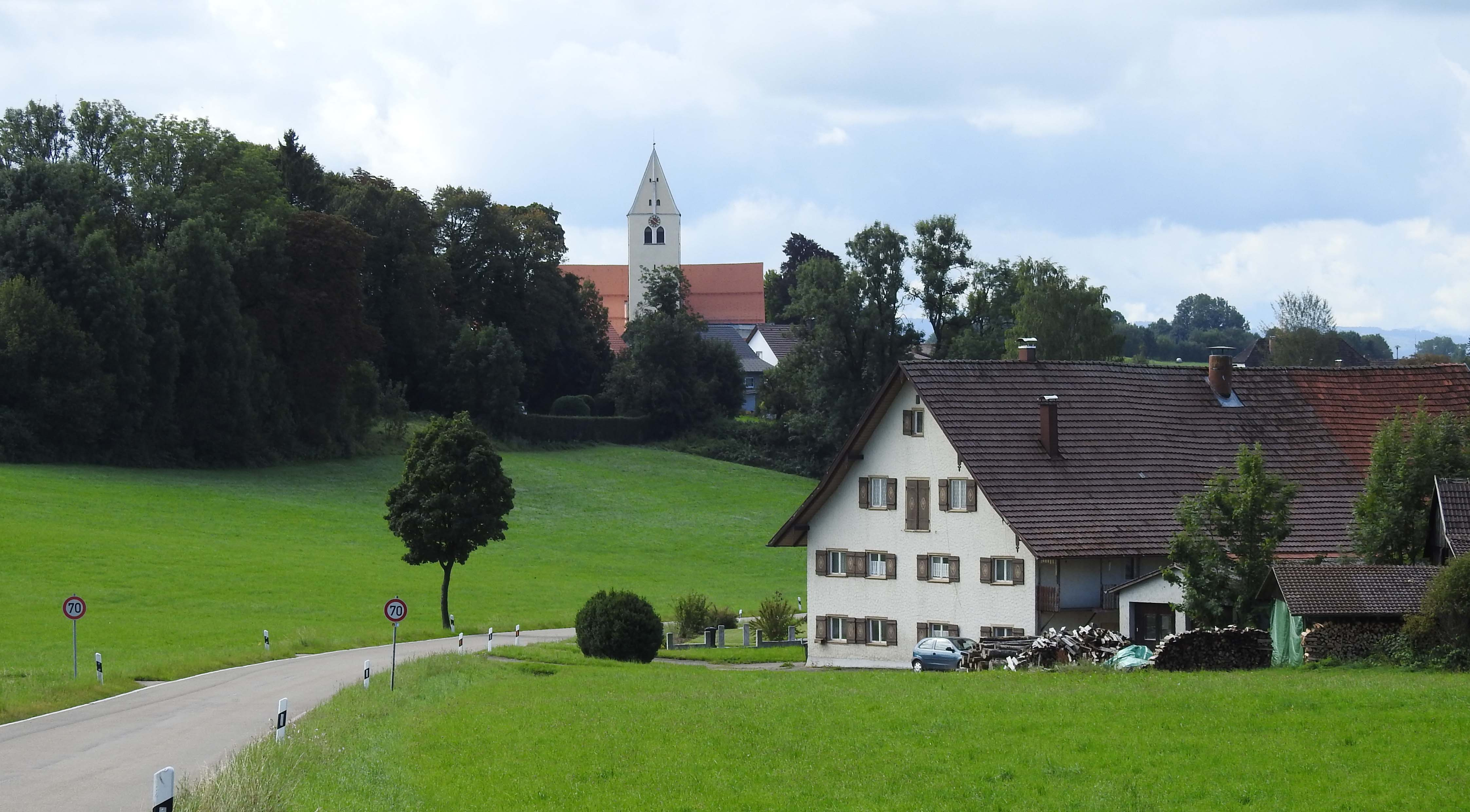
Gebrazhofen von Norden

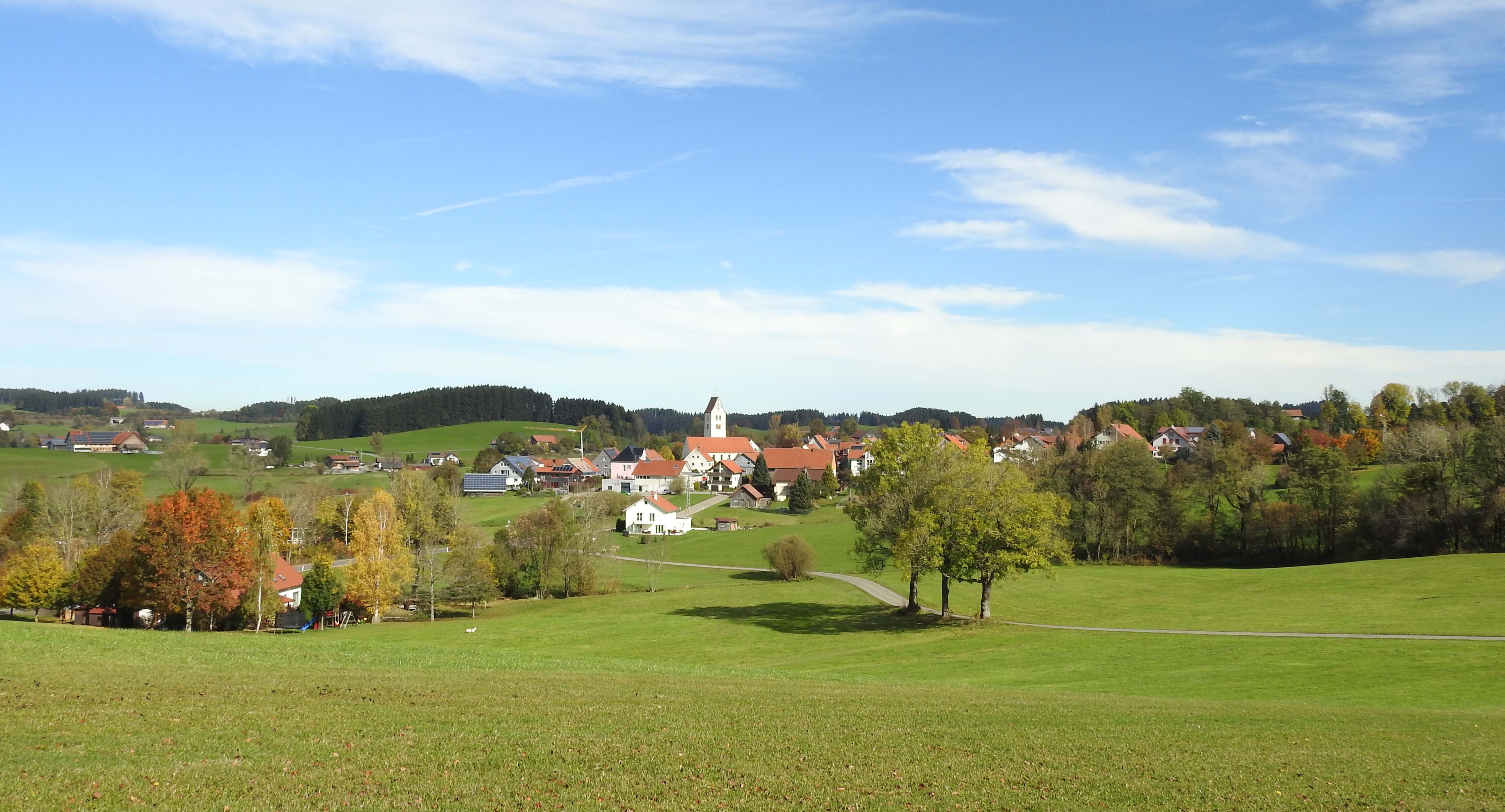
Engerazhofen von Süden

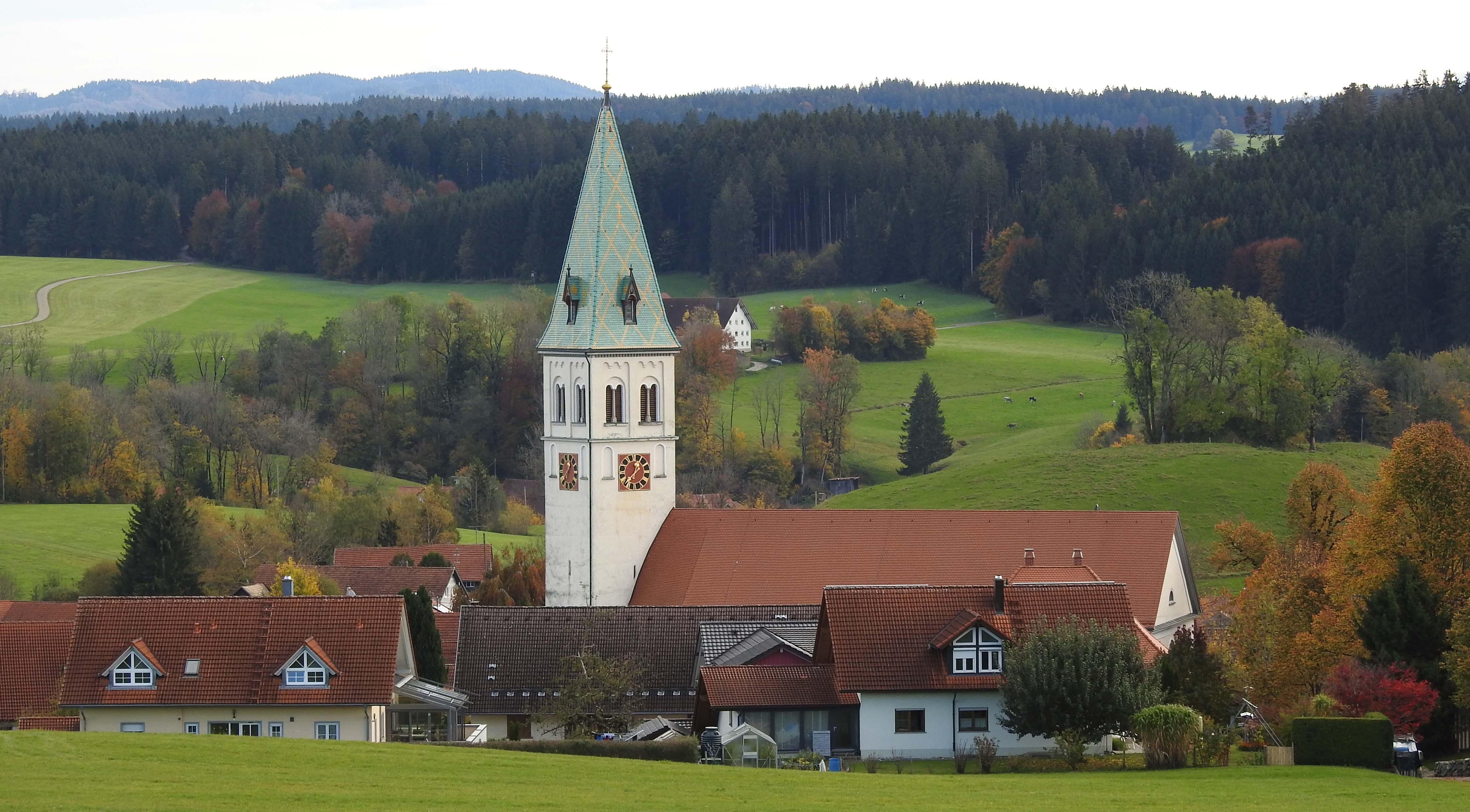
Merazhofen von Westen

Gebrazhofen ist ein Stadtteil der Großen Kreisstadt Leutkirch im Allgäu.

## Gemeindegliederung
Zu Gebrazhofen gehören die drei Ortsteile Merazhofen, Engerazhofen und Gebrazhofen.

## Geschichte
Gebrazhofen wird 1249 erstmals in einer Papsturkunde als Egenbrechtshofen urkundlich erwähnt. 1353 wird im Liber Taxationis et marxaum constantiente Gebrazhofen als Pfarrei genannt. Der Ort bildete ein Amt der Landvogtei Schwaben und damit von Vorderösterreich. Es umfasste ein Gebiet, das König Rudolf 1291 zusammen mit der Grafschaft Zeil und der Stadt Leutkirch erworben hatte. 1415 wurde es in die Landvogtei Schwaben eingegliedert und unterstand dem Oberamt Altdorf. Ab 1802 war es zwischen Österreich und Bayern strittig, bis es 1806 an Bayern kam. 1810 wurde es württembergisch und in die Schultheißereien Gebrazhofen, Herlazhofen, Niederhofen, Tautenhofen und Wuchzenhofen aufgeteilt, die alle zum Oberamt Leutkirch gehörten. 1819 wurde Tautenhofen nach Herlazhofen und Niederhofen nach Wuchzenhofen eingegliedert, so dass nur noch drei Gemeinden bestanden. Diese kamen 1938 zum Landkreis Wangen.
Am 1. Juni 1972 wurde Gebrazhofen in die Stadt Leutkirch eingegliedert.

## Politik
Ortsvorsteher ist Siegfried Edelmann.

## Regelmäßige Veranstaltungen

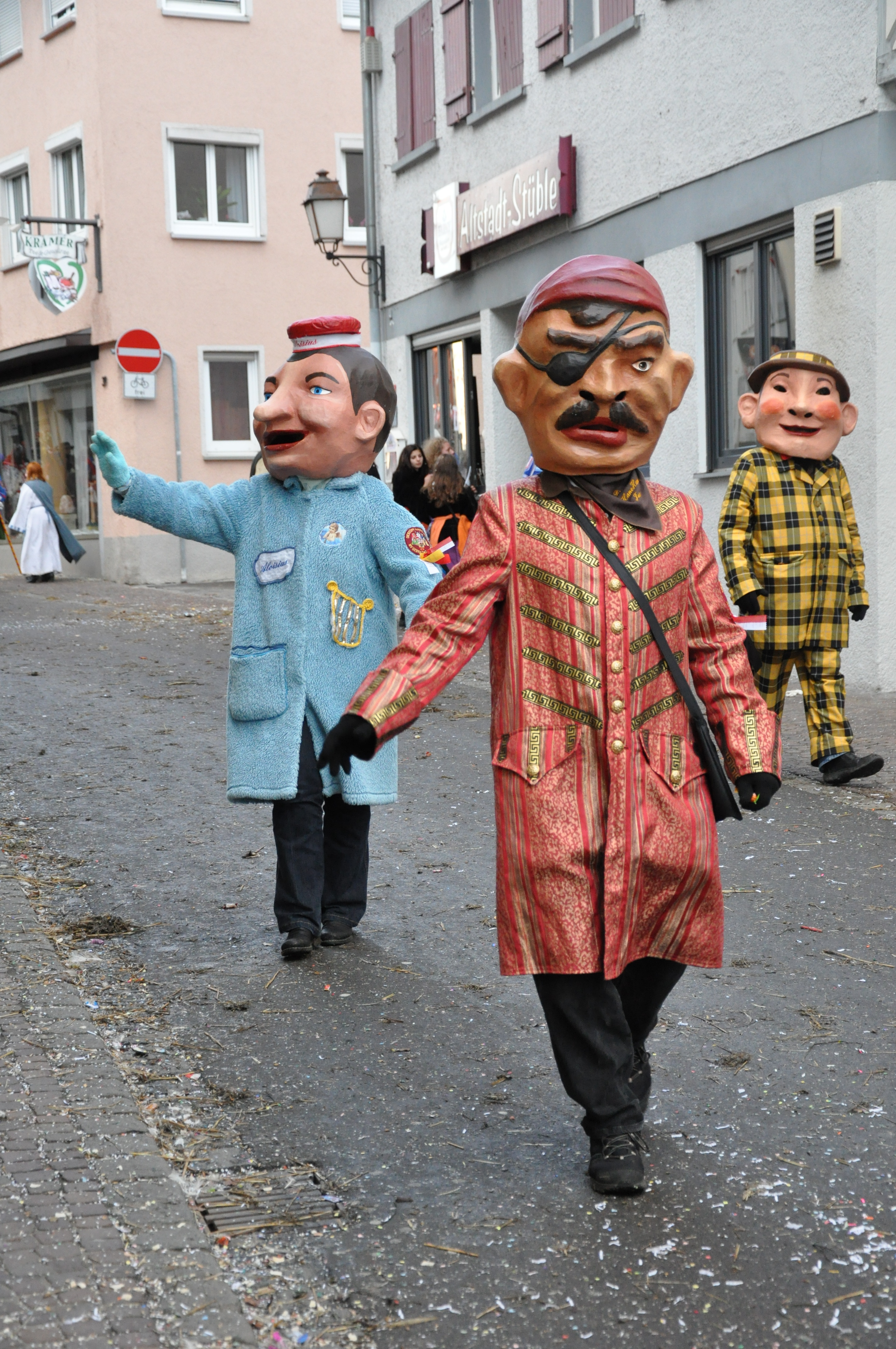
Gebrazhofener Dickköpf

- In Gebrazhofen wird die schwäbisch-alemannische Fasnet gefeiert. Bereits seit 1946 waren auf Initiative des gebürtigen Stuttgarters Friedrich Geigle Narren in überdimensionalen Pappmasken (Schwellkopp), in Gebrazhofen "Dickköpf" genannt, im Ort unterwegs. Mit der Gründung des "Narrenvereins Gebrazhofen" kamen Narrenfiguren mit Holzmasken hinzu, zunächst 1969 der "Blumennarr", 1976 die Einzelmaske "Wintergeist" und 1986 das "Waasenmoosmale".[4]
- Gartenfest des Musikverein Gebrazhofen (jährlich)
- Maifest des Musikverein Merazhofen (alle zwei Jahre)
- Passionsspiele Engerazhofen (unregelmäßig seit 2000)

## Persönlichkeiten
- Dominikus von Brentano (1740–1797), Publizist, Aufklärungstheologe und Bibelübersetzer, Pfarrer in Gebrazhofen
- Aloys Dobler (1796–1841), geboren in Gebrazhofen, Opernsänger
- Peter Paul Munding (* 1802 in Gebrazhofen), Mitglied der Munding-Sippe (Spielleute, Musiklehrer, Trompeter, „Ranzengeiger“, Krämer und Unterhalter)
- Joseph Gabriel Mayer (1808–1883), geboren in Gebrazhofen, Gründer der Mayer’schen Hofkunstanstalt
- Peter Paul Metz (1830–1912), geboren in Gebrazhofen, Bildhauer und Maler (Lehrmeister: Joseph Gabriel Mayer)
- Benedikt von König (1842–1906), geboren in Merazhofen, deutscher Bildhauer
- Georg Schneider (1878–1958), geboren in Engerazhofen, Komponist, Kirchenmusiker und Lehrer
- Augustinus Hieber (1886–1968), Pfarrer in Merazhofen, der im Ruf der Heil- und Wundertätigkeit stand
- Rainer W. Bussmann (* 30. Mai 1967 in Leutkirch im Allgäu), Ethnobotaniker und Pflanzenökologe

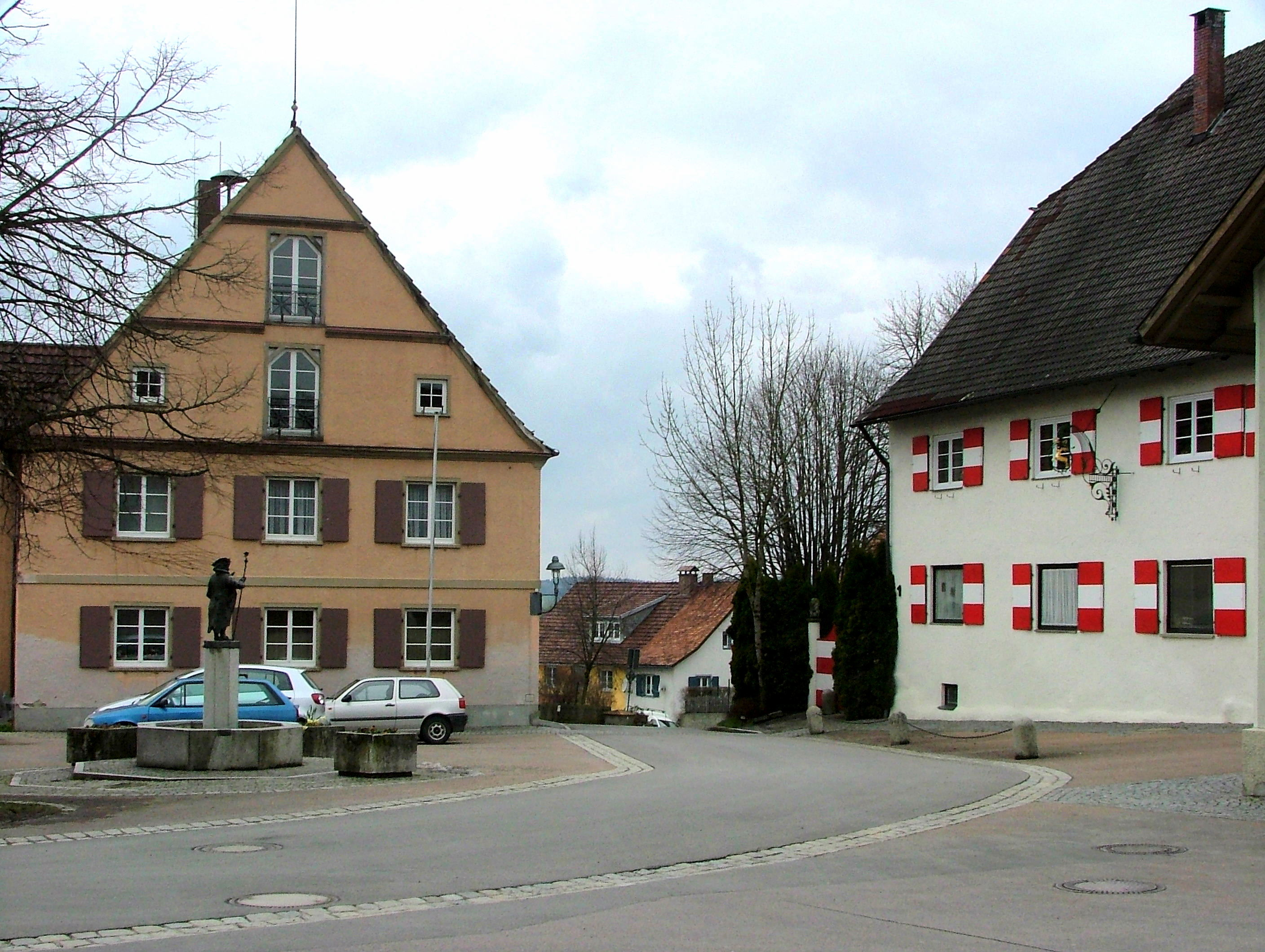
Ortsmitte
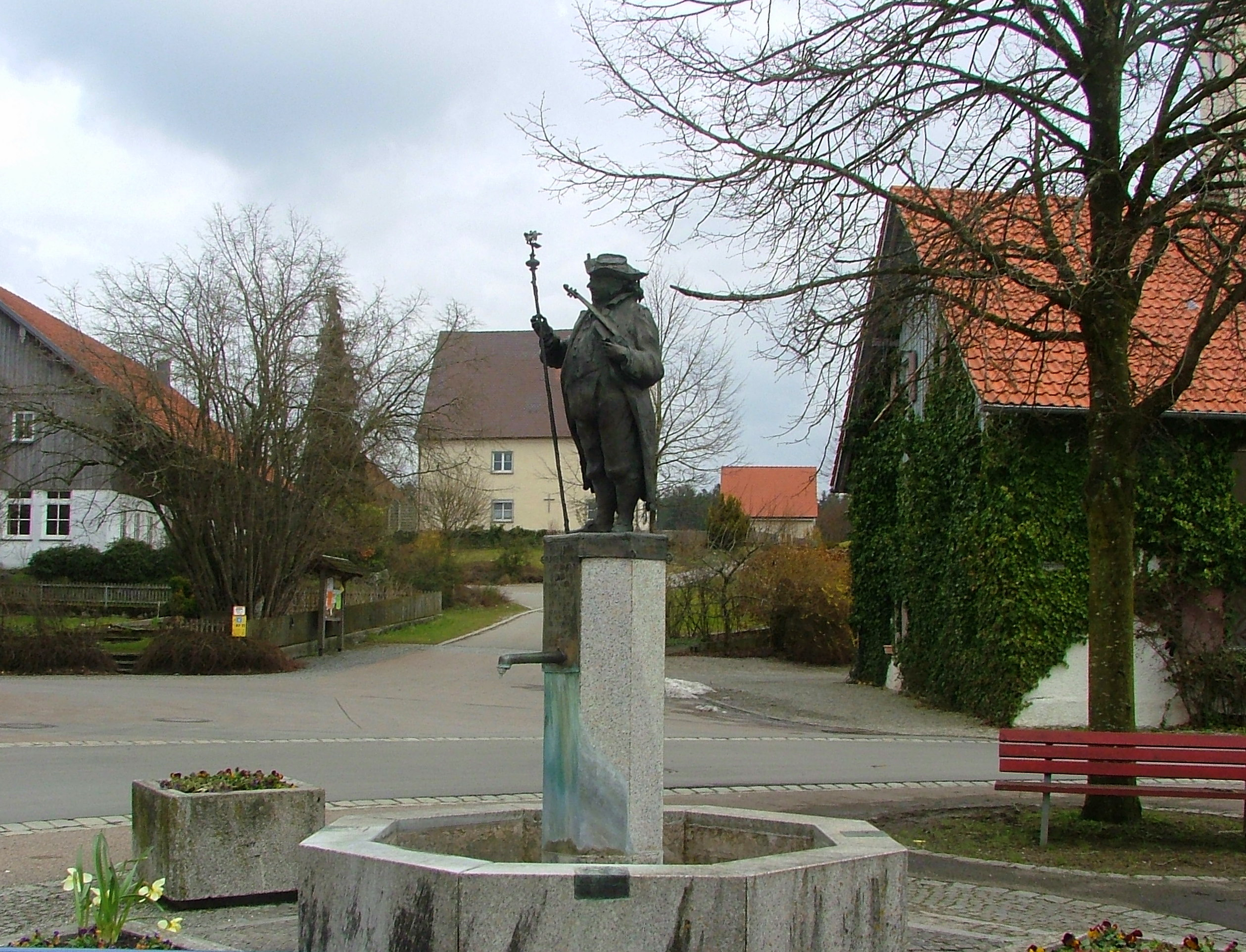
Mundingbrunnen
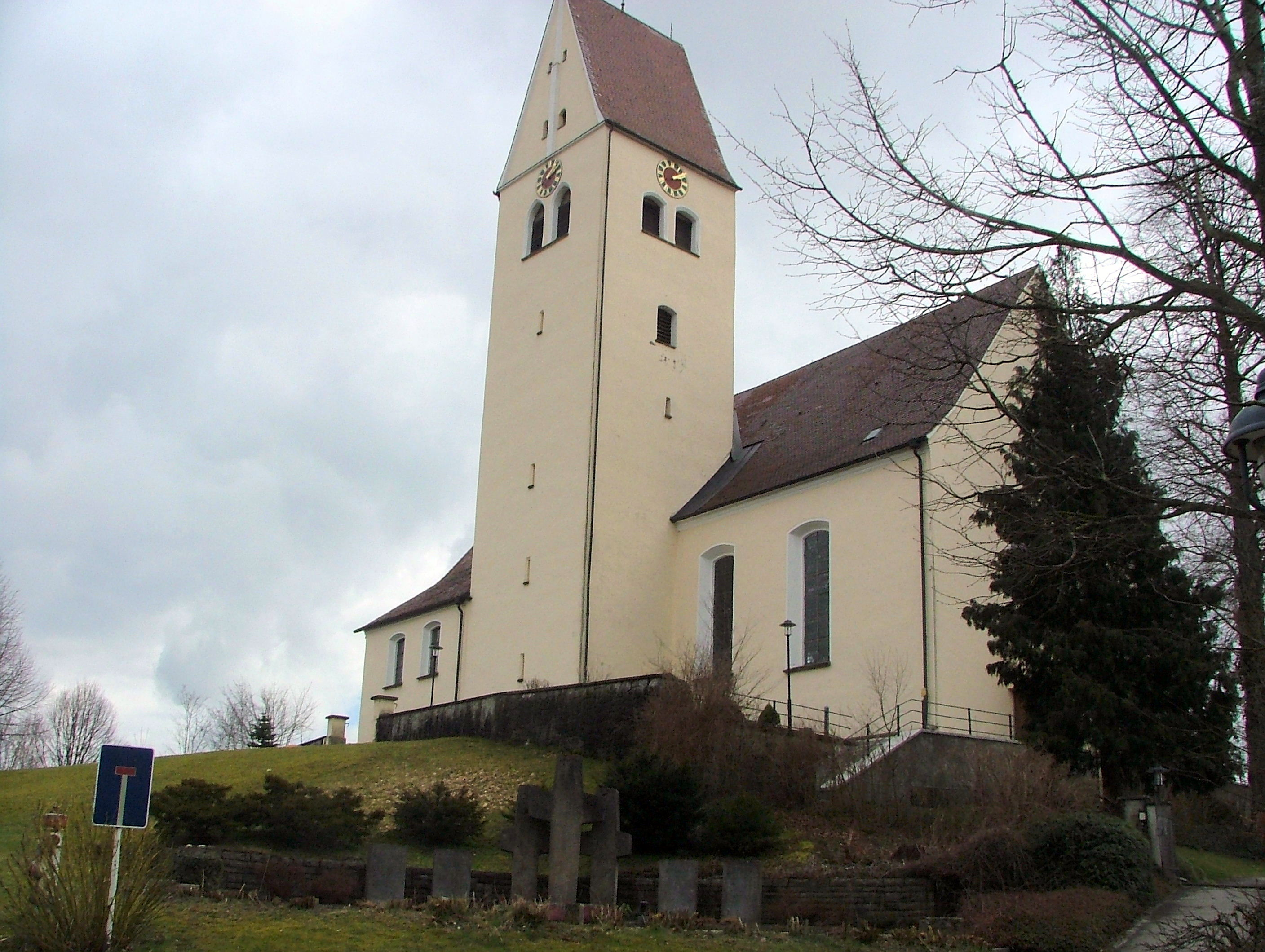
Pfarrkirche Mariä Himmelfahrt
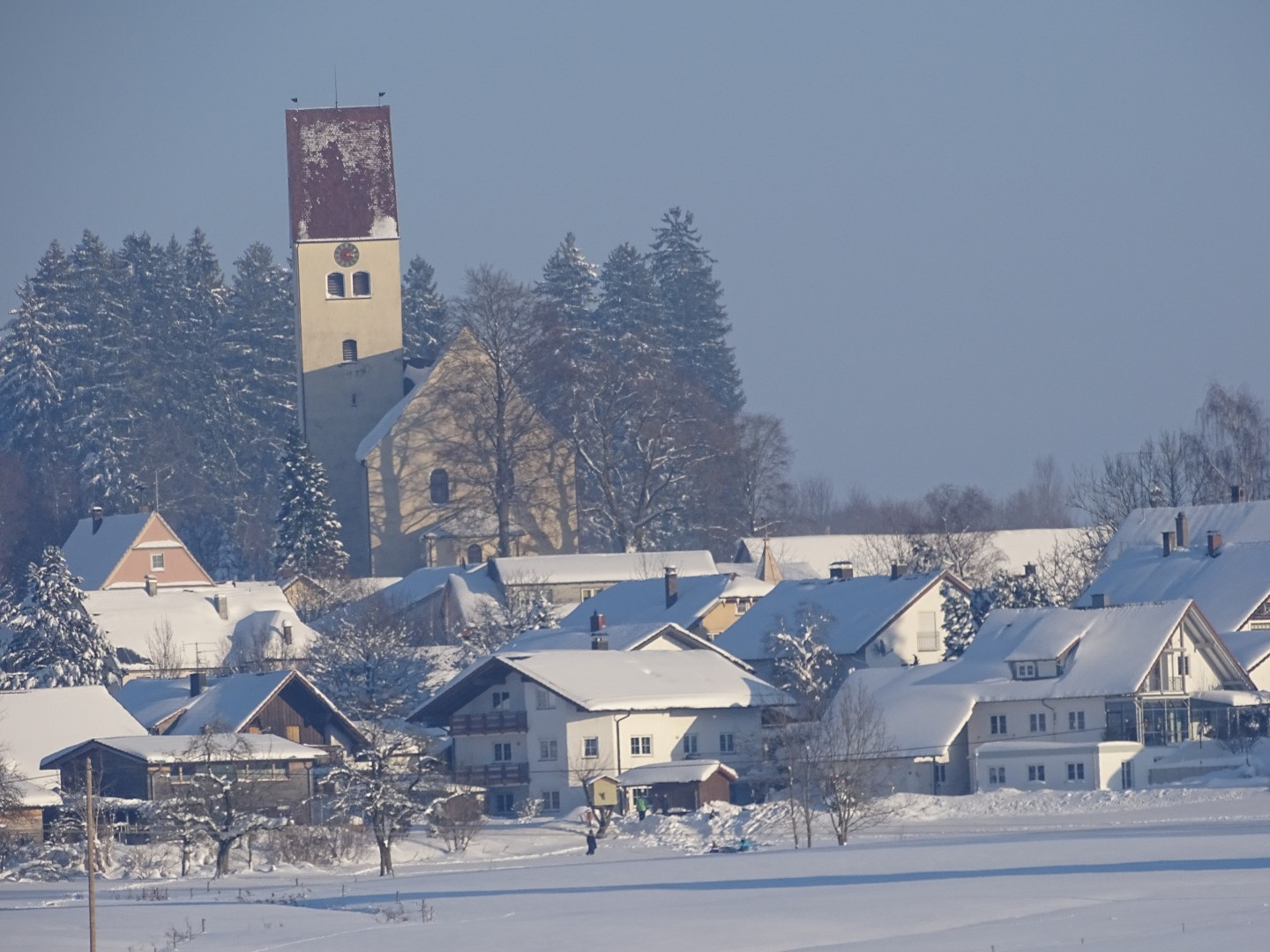
Im Winter